# 新不倫瑞克 (印地安納州)
新不瑞克（英語：New Brunswick）是位於美國印地安納州布恩縣的一個非建制地區。該地的面積和人口皆未知。

## 地理
新不瑞克的座標為39°56′39″N 86°31′22″W / 39.94417°N 86.52278°W，而該地的平均海拔高度為291米（即955英尺）。